# Jacinto de Carvajal
Fray Jacinto de Carvajal (Extremadura, c. 1587 – Venezuela, 1648), fue un dominico español, explorador y cronista de Indias. Es conocido por haber escrito Relación del descubrimiento del río Apure hasta su ingreso en el Orinoco.

## Biografía

### Primeros años
Son escasos los datos biográficos de fray Jacinto de Carvajal, prácticamente todos han sido aportados por él mismo en su Relación. Se sabe que era originario de Extremadura y que su madre se llamaba Ana, pues en su Relación relata cómo bautizó a una mujer indígena con ese nombre, en memoria de su madre.
Estudió gramática, retórica y artes en el Colegio de San Hermenegildo de Sevilla y luego ingresó a la Orden de Predicadores, perteneciendo al convento de San Pablo, de Sevilla.

### América
Estuvo como misionero en Santo Domingo, Ríohacha, Cartagena de Indias, Bogotá, y finalmente en Barinas.
Fue en Barinas, en 1647, cuando formó parte del grupo liderado por Miguel de Ochogavia que exploraría el río Apure y su conexión con el Orinoco.
Se piensa que murió en Venezuela, poco después de la expedición, puesto que el manuscrito de la Relación del descubrimiento del río Apure hasta su ingreso en el Orinoco fue terminado por Ochogavia.

## Legado
Los detalles de la exploración del Apure y el Orinoco se conocen gracias al manuscrito de Carvajal y que fue recuperado y publicado en el siglo XIX. La narración de Carvajal es muy detallada y minuciosa, con amplios detalles descriptivos.
No solamente se narran los sucesos del grupo, sino que se describe con gran detalle la geografía; enumera y describe árboles, plantas silvestres o cultivadas: la ceiba, el jobo, la cañafístula, la damajuana, el menjú, el bálsamo, el ñame, el ají, el maíz cariaco, piña, merecure, merey; aporta abundante información zoológica, especialmente a lo que se refiere a peces y aves; incluye una larga lista de 105 naciones indígenas de esta región, que a mediados del siglo XVII eran prácticamente desconocidos por los españoles.
El manuscrito original, de doscientos cincuenta y cinco folios, fue encontrado por el erudito Pascual de Gayangos en 1833, en el Archivo Municipal de León.
En 1884, la Comisión de límites de Colombia y Venezuela emplearía este texto para consultar las fronteras en litigio entre ambas repúblicas.
En 1892 se publica por primera vez, por iniciativa de la Diputación Provincial de León. Esta edición solo incluye la primera parte de la narración, pues la segunda se desconoce dónde se encuentra, si es que subsiste físicamente.
Actualmente el manuscrito se encuentra expuesto en el Museo de León.